# Västgöta Dals tidning
Västgöta Dals tidning var en dagstidning utgiven i Vänersborg från 2 januari 1908 till 30 december 1927. Tidningen startades med ett provnummer 16 december 1907.  Fullständig titel  var 1910 -1927 för tidningen var Västgöta-Dals Tidning / Nyhets- och Annonsorgan för Västergötland och Dalsland.

## Redaktion
Redaktionsort var hela tiden Vänersborg. Politiskt var tidningen moderat konservativ. Tidningen kom ut 2 dagar i veckan 1908  måndag och  torsdag sedan tisdag  och fredag till nedläggningen. Efterföljare till tidningen var Länstidningen Västgöta-Dals tidning 1928-1940.
| Period                 | Ansvarig utgivare                    | Titel          | Period                 | Redaktör             |
| 1907-12-06--1910-11-01 | Ohlson, Theodor                      | boktryckaren   | 1908-01-02--1908-11-30 | Hollender, Sigurd    |
| 1910-11-02--1912-09-29 | Landén, Uno Valdemar                 | redaktören     | 1908-12-03--1912-09-27 | Landén, Uno V.       |
| 1912-09-30--1913-09-24 | Fischer, Jakob                       | redaktören     | 1912-10-01--1913-09-26 | Fischer, Jakob       |
| 1913-09-25--1914-02-10 | Englundh, Oswald Wilhelm             | tidningsmannen | 1913-09-30--1913-10-03 | ingen uppgift        |
| 1914-02-11--1918-07-04 | Waldenström, Erik Vilhelm            | redaktören     | 1913-10-07--1913-11-04 | Englundh, Oswald     |
| 1918-07-05--1920-06-16 | Forsberg, Nils Johan Richard         | redaktören     | 1913-11-07--1914-01-02 | Ingen uppgift        |
| 1920-06-17--1922-01-13 | Malmberg, Lars Peter                 | redaktören     | 1914-01-07--1917-08-07 | Waldenström, Erik    |
| 1922-01-14--1926-04-06 | Andersén, Knut Elis Teofron          | redaktören     | 1917-08-10--1918-07-26 | Ingen uppgift        |
| 1926-04-07--1927-08-03 | Pettersson, Frans Gustaf Teodor      | redaktören     | 1918-07-30--1920-04-30 | Forsberg, Nils       |
| 1927-08-04--1927-12-30 | Dahlquist, Jacob Fredrik Axel Isidor | journalisten   | 1920-05-04--1921-12-30 | Malmberg, Lars Peter |
|                        |                                      |                | 1922-01-03--1926-03-30 | Andersén, Knut       |
|                        |                                      |                | 1926-04-01--1927-07-29 | Pettersson, Gustaf   |
|                        |                                      |                | 1927-08-02--1927-12-30 | Dahlquist, Isidor    |

## Tryckning
Tidningens oftast fyra sidor trycktes bara i svart med antikva. Satsytor var stora mestadels 65 x 44 cm format. Sidantal  i tidningen var fyra fram till 1924 och sedan 4 till 8 sidor 1924-1927. Tryckeri var Länstidningens boktryckeri  i Vänersborg 1908, sedan 1908-1910 Tryckeriaktiebolaget Västgöta-Dal, 1911 till1926 Västgöta-Dals boktryckeri  och sist året  Västgöta-Dals bok & accidenstryckeri (Rolander & Gullbrantz) i Vänersborg. Upplagan var 3 500 exemplar 1911 och sjönk sedan till 2400 1912 och 1927 bara 1500 exemplar. Priset för tidningen var 1,75 första året och var 1921 som högst 6 kr för en prenumeration och 5 kronor sista året.

### Tidningsartiklar med historia runt tidningen
- Provinstidningen Dalsland 10 augusti 1926 Minnesruna över redaktör Lars Peter Malmberg
- Provinstidningen Dalsland 4 oktober 1963 Födelsedagsnotis över redaktör Nils Forsberg som fyller 70 år